# Undead Unluck
Undead Unluck (アンデッドアンラック, Andeddo Anrakku) est un shōnen manga écrit et dessiné par Tozuka Yoshifumi. Il a été prépublié entre le 20 janvier 2020 et le 27 janvier 2025 dans le Weekly Shōnen Jump, puis publié en volumes reliés par l'éditeur japonais Shūeisha. La version française est éditée par Kana depuis septembre 2021. Une adaptation en série télévisée animée par David Production et TMS Entertainment est diffusée d'octobre 2023 à mars 2024.

## Synopsis
Fûko, une jeune fille, est déterminée à se donner la mort, un homme mystérieux et déjanté apparaît devant elle. Il s'agit d'un Undead, il souhaite rester avec elle dans le but de se servir du mauvais sort qui frappe tous ceux qui entrent en contact avec la peau de la jeune fille afin de mourir.
Cependant, ils vont très vite subir les attaques des membres d’une mystérieuse organisation répondant au nom de « l’Union » …

## Personnages
Andy (アンディ, Andi)
Voix japonaise : Yūichi Nakamura, voix française : Jim Redler
Il est à la recherche d'un moyen de se donner la mort et s'intéresse à Fûko pour sa malchance. Mais sa capacité de Négateur appelée "Undead" l'empêche de mourir, il possède également des capacités de régénération. Il a une carte dans la tête qui, lorsqu'elle est retirée, libère une seconde personnalité appelée Victor.
Izumo Fūko (出雲風子, Izumo Fūko)
Voix japonaise : Moe Kahara (ja), voix française : Ludivine Maffren
C'est une jeune fille malchanceuse souhaitant se donner la mort, mais elle est sauvée par Andy. Quand elle était enfant, sa capacité de Négateur s'est éveillée et elle tua accidentellement ses parents. Sa capacité se nomme "Unluck", elle porte la poisse à quiconque la touche.

### L'Union
Juiz (ジュイス, Juisu)
Voix japonaise : Mariya Ise, voix française : Karine Foviau
Il s'agit du fondateur et chef de l'Union. Sa capacité de Négateur "Unjustice" lui permet de contrôler toute personne qu'elle regarde en manipulant son "bien-fondé".
Shen Xiang (シェン＝シアン, Shen Shian)
Voix japonaise : Natsuki Hanae, voix française : Antoine Schoumsky
Un jeune homme pratiquant les arts martiaux chinois. Sa capacité de Négateur, "Untruth", lui permet de faire faire à ses adversaires le contraire de ce qu'ils font.
Chikara Shigeno (重野 力, Chikara Shigeno)
Voix japonaise : Ayumu Murase, voix française : Arthur Raynal
Un jeune homme possédant une capacité de Négateur depuis peu, appelée "Unmove". Sa capacité lui permet d'annuler le mouvement de quiconque le regardant et qu'il ne bouge pas.

### Under
Billy Alfred (ビリー, Birī)
Voix japonaise : Rikiya Koyama, voix française : Alexis Tomassian
A l'origine, il était membre de l'Union... Il a la capacité de copier les capacités des autres Négateurs qui le voit comme une menace.
Rip (リップ, Rippu)
Voix japonaise : Yūki Kaji, voix française : Thomas Sagols
C'est un ancien chirurgien devenu criminel. Sa capacité de Négateur, "Unrepair", annule la capacité de guérison.

### Autres
Victor (ヴィクトル, Vikutoru)
Voix japonaise : Yūichi Nakamura
Il s'agit de la double personnalité d'Andy. Contrairement à Andy, il est impitoyable et tue sans la moindre pitié.

## Manga
Le premier chapitre d'Undead Unluck est publié le 20 janvier 2020 dans le Weekly Shōnen Jump. La publication se termine le 27 janvier 2025,. Depuis, la série est éditée sous forme de volumes reliés tankōbon par Shūeisha et compte 27 tomes le 4 avril 2025.
La version française est publiée par Kana à partir du 3 septembre 2021.

### Liste des volumes
| no | Japonais         | Japonais          | Français         | Français          |
| no | Date de sortie   | ISBN              | Date de sortie   | ISBN              |
| --- | ---------------- | ----------------- | ---------------- | ----------------- |
| 1 | 3 avril 2020     | 978-4-08-882310-2 | 3 septembre 2021 | 978-2-50-511012-5 |
| Liste des chapitres : - Chapitre 1 : L'immortel et la guignarde (不死と不運, Andeddo anrakku) - Chapitre 2 : UNION - Chapitre 3 : Qu'est-ce que tu annules ? (お前は何を否定する, Omae wa Nani o Hitei Suru) - Chapitre 4 : L'utilisation de ma poisse (私の不運の使い方, Watashi no Fuun no Tsukaikata) - Chapitre 5 : Qu'est-ce que tu préfères ? (アナタはどっち?, Anata wa Docchi?) - Chapitre 6 : Tu n'as pas changé d'un iota (やっぱりアナタは変わらない, Yappari Anata wa Kawaranai) - Chapitre 7 : Le changement, c'est maintenant !! (変わろうぜ, Kawarou ze) |                  |                   |                  |                   |
| 2 | 4 juin 2020      | 978-4-08-882330-0 | 19 novembre 2021 | 978-2-50-511013-2 |
| Liste des chapitres : - Chapitre 8 : Tu m'aimes encore même si j'ai changé ? (変わる私は好きですか?, Kawaru Watashi wa Suki Desu ka?) - Chapitre 9 : On est des annulateurs (我々は否定する, Wareware wa Hitei Suru) - Chapitre 10 : Le costume que je veux porter (これが私の着たい服, Kore ga Watashi no Kosuchūmu) - Chapitre 11 : Longing - Chapitre 12 : SPOIL - Chapitre 13 : La vengeance (リベンジ, Ribenji) - Chapitre 14 : Les rêves (ドリーム, Dōrimu) - Chapitre 15 : La vérité (トゥルース, Turūsu) - Chapitre 16 : Victhor (VICTHOR, Vikutōru) |                  |                   |                  |                   |
| 3 | 4 septembre 2020 | 978-4-08-882404-8 | 7 janvier 2022   | 978-2-50-511270-9 |
| Liste des chapitres : - Chapitre 17 : L'examen (エグザム, Eguzamu) - Chapitre 18 : Le retour (リターン, Ritān) - Chapitre 19 : Les résultats (リザルト, Rizaruto) - Chapitre 20 : Personne ne doit toucher à cette planète ! (この地球に手を出すな, Kono Hoshi ni Te o Dasuna) - Chapitre 21 : Tant que tu seras là, je ne t'abandonnerai pas (そこにいるなら何度だって, Soko ni Irunara Nando Datte) - Chapitre 22 : Je me demande ce qui est préférable (どっちがいいのかな, Docchi ga Ī no ka na) - Chapitre 23 : Tes blessures ne pourront pas guérir tant que je ne serai pas mort (俺が死ぬまで治らない, Ore ga Shinu Made Naoranai) - Chapitre 24 : Des gens irremplaçables (かけがえのない人, Kakegae no Nai Hito) - Chapitre 25 : Quand nos corps seront de nouveaux normaux (普通の身体に戻れたら, Futsū no Karada ni Modoretara) |                  |                   |                  |                   |
| 4 | 4 décembre 2020  | 978-4-08-882472-7 | 18 mars 2022     | 978-2-50-511271-6 |
| Liste des chapitres : - Chapitre 26 : Ne serait-ce qu'un doigt... (指一本だって, Yubi Ippon Datte) - Chapitre 27 : C'est toi qui vas mourir (死ぬのはお前だ, Shinu no wa Omaeda) - Chapitre 28 : Le projectile écarlarte (紅蓮弾, Kurimuson Baretto) - Chapitre 29 : L'Under (UNDER) - Chapitre 30 : Alors, veuillez... (だからボクを, Dakara Boku o) - Chapitre 31 : REVOLUTION - Chapitre 32 : UNBELIEVABLE - Chapitre 33 : La poisse avec nous (不運がついてる, Fuun ga Tsuiteru) - Chapitre 34 : Le monde existera toujours (この世はいつだって, Kono Yo wa Itsu Datte) |                  |                   |                  |                   |
| 5 | 4 mars 2021      | 978-4-08-882549-6 | 6 mai 2022       | 978-2-50-511438-3 |
| Liste des chapitres : - Chapitre 35 : Ce monde... (この世界は, Kono Sekai wa) - Chapitre 36 : Je n'étais pas toute seule (一人じゃない, Hitori Janai) - Chapitre 37 : Undead + Unluck (アンデッド+アンラック, Andeddo + Anrakku) - Chapitre 38 : Un anno (安野雲, Anno Un) - Chapitre 39 : Je peux dessiner un manga même sans la main gauche (左手なくても漫画は描ける, Hidarite Nakute mo Manga wa Kakeru) - Chapitre 40 : Andy ? (アンディ？, Andi?) - Chapitre 41 : J'me fiche de la douleur (痛みなんざどうでもいい, Itami Nanzadou Demo Ī) - Chapitre 42 : Tant que je n'oublierai pas... (忘れなければ, Wasurenakereba) - Chapitre 43 : L'échéance (DEADLINE) |                  |                   |                  |                   |
| 6 | 30 avril 2021    | 978-4-08-882596-0 | 8 juillet 2022   | 978-2-50-511439-0 |
| Liste des chapitres : - Chapitre 44 : Undead VS Undead (不死VS不死, Andeddo VS Andeddo) - Chapitre 45 : Projectiles de la poisse (不運弾, Anrakku Baretto) - Chapitre 46 : Revoyons-nous dans le présent (現在で会おう, Ima de Aou) - Chapitre 47 : Akira Kunô (九能 明, Kunō Akira) - Chapitre 48 : Une histoire que je ne connais pas (ボクの知らない物語, Boku no Shiranai Monogatari) - Chapitre 49 : Il est à nous ! (こっちのもんだ, Kocchi no Monda) - Chapitre 50 : A vous de jouer ! (任せたよ, Makaseta yo) - Chapitre 51 : Les héros (ヒーロー, Hīrō) - Chapitre 52 : Ma déclaration (君に伝われ, Kimi ni Tsutaware) |                  |                   |                  |                   |
| 7 | 2 juillet 2021   | 978-4-08-882713-1 | 2 septembre 2022 | 978-2-50-511440-6 |
| Liste des chapitres : - Chapitre 53 : Tu as du thé ? (紅茶はあるかい？, Kōcha wa aru kai?) - Chapitre 54 : Notre espoir (希望, Kibō) - Chapitre 55 : Utilise ta règle (己が理で, Onore ga ri de) - Chapitre 56 : Parce que tu me fais confiance (Because You Believe) - Chapitre 57 : Vitalité (精彩, Seisai) - Chapitre 58 : Les yeux du dragon (龍の目, Ryū no me) - Chapitre 59 : Tetsuzankô (鉄山靠, Tetsuzankō) - Chapitre 60 : La vérité (真実, Shinjitsu) - Chapitre 61 : Intérêt (興味, Kyōmi) |                  |                   |                  |                   |
| 8 | 4 octobre 2021   | 978-4-08-882796-4 | 18 novembre 2022 | 978-2-50-511441-3 |
| Liste des chapitres : - Chapitre 62 : Undead Untruth (不死と不真実, Andeddo to Antourūsu) - Chapitre 63 : Mon frère bien-aimé (私の大好きな, Watashi no daisukina) - Chapitre 64 : A présent, je suis... (今の僕が, Ima no boku ga) - Chapitre 65 : Merci pour tout (感謝します, Kansha shimasu) - Chapitre 66 : C'est ça, la vérité (それが真実, Sore ga shinjitsu) - Chapitre 67 : Feu d'artifice (花火, Hanabi) - Chapitre 68 : A plus tard (行ってくる, Itte kuru) - Chapitre 69 : Je vais vérifier... (確かめるんだ, Tashikameru nda) - Chapitre 70 : Spring (春, Haru) |                  |                   |                  |                   |
| 9 | 3 décembre 2021  | 978-4-08-882874-9 | 20 janvier 2023  | 978-2-50-511670-7 |
| Liste des chapitres : - Chapitre 71 : Qu'est-ce que l'amour ? (好きって, Suki tte) - Chapitre 72 : Sincérité (誠実, Seijitsu) - Chapitre 73 : C'est parfait pour moi ! (上等だ, Jōtōda) - Chapitre 74 : L'élaboration du plan d'attaque (作戦開始, Sakusen kaishi) - Chapitre 75 : Je compte sur vous ! (任せたぜ, Makaseta ze) - Chapitre 76 : A la vitesse de la lumière (光の速さに, Hikari no hayasa ni) - Chapitre 77 : A vos marques... (On your mark) - Chapitre 78 : Prêts ? Partez !! (Set Go!!) - Chapitre 79 : Pourtant, je... (なのに俺は, Nanoni ore wa) |                  |                   |                  |                   |
| 10 | 4 mars 2022      | 978-4-08-883035-3 | 17 mars 2023     | 978-2-50-511671-4 |
| Liste des chapitres : - Chapitre 80 : Je t'ai manqué ? (寂しいな, Sabishī na) - Chapitre 81 : Le duel (一対一, Ichi tai ichi) - Chapitre 82 : Viens voir (視てくれよ, Mite kure yo) - Chapitre 83 : Miser des vies (賭ける命は, Kakeru inochi wa) - Chapitre 84 : Jouons ! (遊ぼうよ, Asobou yo) - Chapitre 85 : La première manche (一本目, Ippon-me) - Chapitre 86 : Mon armure... (私の鎧は, Watashi no yoroi wa) - Chapitre 87 : La deuxième manche (二本目, Nihon-me) - Chapitre 88 : Je jure de protéger tout le monde (心にかけて, Kokoro ni kakete) |                  |                   |                  |                   |
| 11 | 2 mai 2022       | 978-4-08-883096-4 | 12 mai 2023      | 978-2-50-511672-1 |
| Liste des chapitres : - Chapitre 89 : 三本目 (Mitsumoto-me) - Chapitre 90 : 否定者諸君 (Hitei-sha Shokun) - Chapitre 91 : 遊んで来い (Asonde koi) - Chapitre 92 : 粋 (Iki) - Chapitre 93 : 春ノ歌 (Haru no uta) - Chapitre 94 : 死季 (Shi ki) - Chapitre 95 : 越えろ (Koero) - Chapitre 96 : 霊魂 (Reikon) - Chapitre 97 : クソヤロー (Kusoyarō) |                  |                   |                  |                   |
| 12 | 4 juillet 2022   | 978-4-08-883162-6 | 30 juin 2023     | 978-2-50-511669-1 |
| Liste des chapitres : - Chapitre 98 : リスタート (Risutāto) - Chapitre 99 : 助けて神様 (Tasukete Kami-sama) - Chapitre 100 : ハードモード (Hādomōdo) - Chapitre 101 : Regulation - Chapitre 102 : 調整者 (Regyurētā) - Chapitre 103 : 否定者対調整者 (Hitei-sha tai chōsen-sha) - Chapitre 104 : お前の力は (Omae no chikara wa) - Chapitre 105 : ヨーソロー (Yōsorō) - Chapitre 106 : 人の理はいつだって (Hito no rūru wa itsu datte) |                  |                   |                  |                   |
| 13 | 2 septembre 2022 | 978-4-08-883228-9 | 8 septembre 2023 | 978-2-50-511673-8 |
| Liste des chapitres : - Chapitre 107 : Confuse - Chapitre 108 : Reason - Chapitre 109 : R.I.P (レクイエスカット イン パーチェ, Rekuiesukatto in Pāche) - Chapitre 110 : 死神 (Shinigami) - Chapitre 111 : Confier son destin (ENTRUST) - Chapitre 112 : Chambre n°25 (ROOM 25) - Chapitre 113 : FORGET - Chapitre 114 : Ichiko Nemuri (イチコ=ネムリ, Ichiko Nemuri) - Chapitre 115 : Don't leave me |                  |                   |                  |                   |
| 14 | 2 décembre 2022  | 978-4-08-883386-6 | 3 novembre 2023  | 978-2-50-511674-5 |
| Liste des chapitres : - Chapitre 116 : Tout miser sur son âme et son corps (劍魂一擲, Kentama Itteki) - Chapitre 117 : FORGIVE - Chapitre 118 : Destin (定め, Sadame) - Chapitre 119 : Si je suis incapable de surpasser... (超えられなければ, Koe rarenakereba) - Chapitre 120 : C'est tellement mieux quand c'est facile ! (楽でいいな, Rakude ī na) - Chapitre 121 : Ce ne serait pas juste (不公平, Fukōhei) - Chapitre 122 : Alors, c'est parce que tu es comme ça... (そんなキミだから, Son'na kimi dakara) - Chapitre 123 : RESET - Chapitre 124 : Andy (アンディ, Andi) |                  |                   |                  |                   |
| 15 | 3 février 2023   | 978-4-08-883425-2 | 5 janvier 2024   | 978-2-50-512214-2 |
| Liste des chapitres : - Chapitre 125 : 11 minutes (11分, 11-Pun) - Chapitre 126 : ADVENT - Chapitre 127 : Lune et Soleil (月と太陽, Tsuki to Taiyō) - Chapitre 128 : Strict Defense - Chapitre 129 : Les Jinki (心器, Jinki) - Chapitre 130 : C'est ce qu'il y a de mieux pour toi (お前の為なんだ, Omae no Tamena nda) - Chapitre 131 : Merci (ありがとう, Arigatō) - Chapitre 132 : La nouvelle boucle temporelle ~ l'heure est venue ~ (LOOP ~Time to Go~) - Chapitre 133 : La feuille de route (Roadmap) |                  |                   |                  |                   |
| 16 | 2 mai 2023       | 978-4-08-883491-7 | 5 avril 2024     | 978-2-50-512271-5 |
| Liste des chapitres : - Chapitre 134 : Le Nico que je connais (私が知ってるあなたなら, Watashi ga Shitteru Anatanara) - Chapitre 135 : Psycho Pod - Chapitre 136 : Ne change jamais (変わらない, Kawaranai) - Chapitre 137 : Si ça ne change pas (変わらなければ, Kawaranakereba) - Chapitre 138 : Incentive - Chapitre 139 : Meeting - Chapitre 140 : Metamorfall (変化の秋, Henka no Aki) - Chapitre 141 : Face to Face - Chapitre 142 : Face Off |                  |                   |                  |                   |
| 17 | 4 juillet 2023   | 978-4-08-883565-5 | 7 juin 2024      | 978-2-50-512402-3 |
| Liste des chapitres : - Chapitre 143 : You can't avoid this! - Chapitre 144 : Next Ring - Chapitre 145 : IN THE WAR - Chapitre 146 : Sasanqua pour trois (三參花, Sazanka) - Chapitre 147 : RUN-IN - Chapitre 148 : Troisième chien (三番目の犬, San-banme no Inu) - Chapitre 149 : You see me now? - Chapitre 150 : No more war! - Chapitre 151 : Horizon |                  |                   |                  |                   |
| 18 | 4 octobre 2023   | 978-4-08-883664-5 | 19 août 2024     | 978-2-50-512465-8 |
| Liste des chapitres : - Chapitre 152 : Gun Fight - Chapitre 153 : Fair play - Chapitre 154 : Select - Chapitre 155 : Vous semblez avoir des ennuis (お困りのようだな, O Komari no Yōda na) - Chapitre 156 : Right Stuff - Chapitre 157 : Save You - Chapitre 158 : Don't think, Feel - Chapitre 159 : Entruster - Chapitre 160 : Welcome to Earth |                  |                   |                  |                   |
| 19 | 4 décembre 2023  | 978-4-08-883786-4 | 18 octobre 2024  | 978-2-50-512493-1 |
| Liste des chapitres : - Chapitre 161 : Tenraisai (天擂祭, Tenraisai) - Chapitre 162 : Maître sois, respecte-moi (前々草々, Maemae Sōsō) - Chapitre 163 : Bad Road (凶運ノ道, Baddo Rōdo) - Chapitre 164 : Le dernier procès est (最後の試練は, Saigo no Shiren wa) - Chapitre 165 : En l'état, vous êtes (今のあなたは, Ima no Anata wa) - Chapitre 166 : Mensonge (不真実, Fu Shinjitsu) - Chapitre 167 : Fils muet (馬鹿息子, Baka Musuko) - Chapitre 168 : Dont j'ai toujours rêvé (憧れの, Akogareno) - Chapitre 169 : L'école, c'est-à-dire (学校って, Gakkō Tte) |                  |                   |                  |                   |
| 20 | 2 février 2024   | 978-4-08-883816-8 | 17 janvier 2025  | 978-2-50-512494-8 |
| Liste des chapitres : - Chapitre 170 : Je veux bouger (動きたいんだ, Ugokitai nda) - Chapitre 171 : Donc je vais (だからボクは, Dakara Boku ha) - Chapitre 172 : J'ai réussi à déménager (動けたんだ, Ugoketa nda) - Chapitre 173 : Ce connard tel qu'il se tient est (今のアイツは, Ima no Aitsu wa) - Chapitre 174 : Un prince charmant (白馬の王子様, Hakuba no Ōji-sama) - Chapitre 175 : RIP - Chapitre 176 : C'est toute la raison (その為にオレは, Sono Tame ni Ore wa) - Chapitre 177 : Commençons (始めよう, Hajimeyou) - Chapitre 178 : Cette blessure là (その傷は, Sono Kizu wa) |                  |                   |                  |                   |
| 21 | 2 mai 2024       | 978-4-08-884020-8 | 11 avril 2025    | 978-2-50-512784-0 |
| Liste des chapitres : - Chapitre 179 : TRUST - Chapitre 180 : Désolé pour ça (悪ぃな, Warii na) - Chapitre 181 : Une minute (一分, Ichibu) - Chapitre 182 : Tache solaire (黒点, Kokuten) - Chapitre 183 : Nous trois (三人で, San'nin de) - Chapitre 184 : Bankara (バンカラ, Bankara) - Chapitre 185 : Dévorer (おあがりよ, O Agari yo) - Chapitre 186 : Senpen Banka (千変番華, Senpen Banka) - Chapitre 187 : Boost d'âme (魂再生, Souru Būsuto) |                  |                   |                  |                   |
| 22 | 2 août 2024      | 978-4-08-884130-4 | 11 juillet 2025  | 978-2-50-512901-1 |
| Liste des chapitres : - Chapitre 188 : La même personne immortelle (同じ不死, Onaji Hito) - Chapitre 189 : Julia (ジュリア, Juria) - Chapitre 190 : La personne que j'admire (憧れの人, Akogareno Hito) - Chapitre 191 : ''Top=Bull=Sparx'' - Chapitre 192 : Survival of the Fittest - Chapitre 193 : Inarrêtable vs malchanceux (不停止vs不運, Futeishi vs Fuun) - Chapitre 194 : Beast - Chapitre 195 : On your mark!! - Chapitre 196 : Set!!! |                  |                   |                  |                   |
| 23 | 4 octobre 2024   | 978-4-08-884208-0 | 17 octobre 2025  | 978-2-50-512940-0 |
| Liste des chapitres : - Chapitre 197 : Ready!!! - Chapitre 198 : Go!!!! - Chapitre 199 : Language - Chapitre 200 : Reprendre le terrain perdu (捲土重来, kendo Jūrai) - Chapitre 201 : Règle mortelle Shiritori (死理取り, Shiritori) - Chapitre 202 : 雲蒸竜変 (Unjō Ryū-hen) - Chapitre 203 : 文武両道 (Bunburyōdō) - Chapitre 204 : 得意不忘言 (Tokui Fubō Gen) - Chapitre 205 : 覧古考新 (Ran ko Kōshin) |                  |                   |                  |                   |
| 24 | 4 janvier 2025   | 978-4-08-884390-2 | 1er janvier 2026 | 978-2-50-513273-8 |
| Liste des chapitres : - Chapitre 206 : ENGAGE - Chapitre 207 : もう一度 (Mōichido) - Chapitre 208 : もしかして (Moshikashite) - Chapitre 209 : クソ喰らえ (Kuso Kurae) - Chapitre 210 : UNISON - Chapitre 211 : UNCHASTE - Chapitre 212 : LIVE＠LIVE - Chapitre 213 : Recollection - Chapitre 214 : 約束 (Yakusoku) |                  |                   |                  |                   |
| 25 | 4 février 2025   | 978-4-08-884393-3 |                  |                   |
| Liste des chapitres : - Chapitre 215 : Rehearsal - Chapitre 216 : 発言-expression- (Hatsugen -expression-) - Chapitre 217 : Touch On Now - Chapitre 218 : 死動 (Shi dō) - Chapitre 219 : おかえり (Okaeri) - Chapitre 220 : さぁ (Sa) - Chapitre 221 : 凶界輪廻 (Baddo Rūpu) - Chapitre 222 : RTA (RTA, Riaru Taimu Attakku) - Chapitre 223 : RAGNAR0K |                  |                   |                  |                   |
| 26 | 4 avril 2025     | 978-4-08-884411-4 |                  |                   |
| Liste des chapitres : - Chapitre 224 : ご武運を (Guddo Rakku) - Chapitre 225 : 知りたい (Shiritai) - Chapitre 226 : Apocalypse (黙示録, Apokaripusu) - Chapitre 227 : J'aime les deux ! (アタシはどっちも!, Atashi wa Dotchi mo!) - Chapitre 228 : La véritable puissance (武とは, Tsuyosa to wa) - Chapitre 229 : Re-retour (Re-Return) - Chapitre 230 : Undead Unjustice (不死不正義, Andeddo Anjasutisu) - Chapitre 231 : Re member - Chapitre 232 : Assaut |                  |                   |                  |                   |
| 27 | 4 avril 2025     | 978-4-08-884412-1 |                  |                   |
| Liste des chapitres : - Chapitre 233 : Easter Egg - Chapitre 234 : Know all along - Chapitre 235 : La règle des hommes (人の理, Hito no Rūru) - Chapitre 236 : Le coeur (心, Kokoro) - Chapitre 237 : Game cleared - Chapitre 238 : 01 - Chapitre 239 : Dead Luck (死と運, Deddorakku) |                  |                   |                  |                   |

## Anime
En août 2022, il a été annoncé que la série allait avoir une adaptation en série télévisée animée produite et planifiée par TMS Entertainment et animée par David Production. La série est réalisée par Yuki Yase (en) avec Hideyuki Morioka qui s'occupe du design des personnages et Kenichiro Suehiro (ja) qui compose la musique,. La série est répartie en deux cours non-consécutifs dont le premier est diffusé à partir du 7 octobre 2023 au Japon sur le bloc de programme Animeism de MBS TV et TBS TV et se termine le 23 décembre 2023. Le deuxième cours a débuté le 6 janvier 2024 et s'est terminé le 24 mars 2024. La série est également diffusée dans les pays francophones à partir du 13 décembre 2023 sur la plateforme Disney+.
Une version française est sortie sur Disney+ en février 2025 pour la première partie et mars 2025 pour la seconde. Le doublage est fait par le studio de doublage Imagine et dirigé par Yann Le Madic.
Queen Bee interprète le générique du début de la série intitulé 01, tandis que Kairi Yagi interprète le générique de fin intitulé Know Me.... Shiyui (ja) interprète le générique du début du deuxième cours intitulé Love Call (ラブコール, Rabu Kōru) tandis que Okamoto's interprète le générique de fin intitulé Kono Ai ni Kanau Mon wa Nai (この愛に敵うもんはない).

### Liste des épisodes
| No | Titre français                             | Titre japonais         | Titre japonais                 | Date de 1re diffusion |
| No | Titre français                             | Kanji                  | Rōmaji                         | Date de 1re diffusion |
| -- | ------------------------------------------ | ---------------------- | ------------------------------ | --------------------- |
| 1  | Undead and Unluck                          | 不死と不運             | Fushi to fūn                   | 7 octobre 2023        |
| 2  | UNION                                      | UNION                  | Yunion                         | 14 octobre 2023       |
| 3  | Comment utiliser ma malchance ?            | 私の不運の使い方       | Watashi no fūn no tsukaikata   | 21 octobre 2023       |
| 4  | Aimes-tu le changement en moi ?            | 変わる私は好きですか？ | Kawaru Watashi wa sukidesu ka? | 28 octobre 2023       |
| 5  | Unis nous annulons                         | 我々は否定する         | Wareware wa hitei suru         | 4 novembre 2023       |
| 6  | SPOIL                                      | SPOIL                  | Supoiru                        | 11 novembre 2023      |
| 7  | Dream                                      | 夢                     | Yume                           | 17 novembre 2023      |
| 8  | Victor                                     | Victhor                | Bikutā                         | 25 novembre 2023      |
| 9  | Return                                     | Return                 | Ritān                          | 2 décembre 2023       |
| 10 | Result                                     | Result                 | Rizaruto                       | 9 décembre 2023       |
| 11 | Rio de Janeiro                             | Rio de Janeiro         | Rio de janeiro                 | 16 décembre 2023      |
| 12 | Activate                                   | Activate               | Akutibēto                      | 23 décembre 2023      |
| 13 | Tatiana                                    | Татьяна                | Tachiana                       | 6 janvier 2023        |
| 14 | Le projectile écarlate                     | 紅蓮弾                 | Kurimuzon                      | 13 janvier 2024       |
| 15 | UNDER                                      | UNDER                  | Andā                           | 20 janvier 2024       |
| 16 | Revolution                                 | Revolution             | Reboryūshon                    | 27 janvier 2024       |
| 17 | Outsmart                                   | OUTSMART               | Autosumāto                     | 2 février 2024        |
| 18 | Cry for the Moon                           | Cry for the Moon       | Kurai fō za Mūn                | 9 février 2024        |
| 19 | Undead + Unluck                            | あんでっど+あんらっく  | Andeddo + Anrakku              | 16 février 2024       |
| 20 | Anno Un                                    | 安野雲                 | Anno Un                        | 23 février 2024       |
| 21 | MEMENTO Mori                               | MEMENTO Mori           | Memento Mori                   | 2 mars 2024           |
| 22 | profile                                    | profile                | Purofīru                       | 9 mars 2024           |
| 23 | Une histoire que je ne pourrai pas prédire | ボクの知らない物語     | Boku no shiranai monogatari    | 16 mars 2024          |
| 24 | To you, from me                            | 君に伝われ             | Kimi ni Tsutaware              | 23 mars 2024          |

## Réception
En 2020, le manga remporte le 6e Tsugi ni Kuru Manga Taishō Awards sur 50 nommés avec 31685 votes,,.
Le manga s'est classé 14e sur la liste Kono Manga ga sugoi! des meilleurs mangas de 2021 pour les lecteurs masculins.
La série s'est classée 6e sur la liste des « meilleurs mangas sélectionnés par les libraires au Japon » (全国書店員が選んだおすすめマンガ) en 2021 établie par le site Web du Honya Club.

### Sources
1. 1 2  « Moe Kahara et Yûichi Nakamura rejoignent le casting de l'anime Undead Unluck », sur Anime News Network, 22 septembre 2023 (consulté le 24 septembre 2023)
2. 1 2 3 4 5 6 7  « Undead Unluck (TV) », sur Anime News Network
3. 1 2 3  « L'anime Undead Unluck annoncé pour le 6 octobre », sur Anime News Network, 22 septembre 2023 (consulté le 24 septembre 2023)
4. 1 2  « Nouvelle vidéo promotionnelle pour l'anime Undead Unluck », sur Anime News Network, 22 septembre 2023 (consulté le 24 septembre 2023)
5. ↑  « Trois nouveaux mangas arriveront dans le Shonen Jump en début d'année », sur Anime News Network
6. ↑  « 『アンデッドアンラック』完結、連載5年に幕 『ジャンプ』人気作品の完結続く », sur ORICON NEWS,‎ 27 janvier 2025 (consulté le 27 janvier 2025)
7. ↑  (en) « Yoshifumi Tozuka's Undead Unluck Manga Ends », sur Anime News Network, 27 janvier 2025 (consulté le 27 janvier 2025)
8. ↑  (ja) « 【4月4日付】本日発売の単行本リストト », sur natalie.mu,‎ 4 avril 2025 (consulté le 4 avril 2025).
9. ↑  « Annonce nouveauté manga : Undead Unluck », sur Kana
10. ↑  (en) Joanna Cayanan, « Yoshifumi Tozuka's Undead Unluck Manga Gets TV Anime in 2023 : david production animates series, UNLIMITED PRODUCE by TMS produces », sur Anime News Network, 28 août 2022
11. ↑  (ja) Natasha Inc, « 「アンデッドアンラック」悠木碧、伊瀬茉莉也、小山力也らがユニオンのメンバー役に（動画あり / コメントあり） », sur コミックナタリー (consulté le 24 septembre 2023)
12. ↑  « L'anime Undead Unluck arrive enfin en France, 14 Décembre 2023 », sur manga-news.com (consulté le 17 décembre 2023)
13. ↑  « carton de doublage complet de "Undead Unluck" sur Disney + dirigé par Yann Le Madic pour la VF » , sur x.com, 27 février 2025 (consulté le 1er juillet 2025)
14. ↑  « Queen Bee et Kairi Yagi interprètent les thèmes musicaux de l'anime Undead Unluck », sur Anime News Network, 22 septembre 2023 (consulté le 24 septembre 2023)
15. ↑  « Nouvelle vidéo promotionnelle pour Undead Unluck », sur Anime News Network, 8 janvier 2024 (consulté le 8 janvier 2024)
16. ↑  « Les nommés de la sixième édition des Tsugi ni Kuru Manga Taishô dévoilés », sur Anime News Network
17. ↑  « La série Undead Unluck du Shonen Jump remporte les Tsugi ni Kuru Manga 2020 Awards », sur animenewsnetwork.com
18. ↑  (ja) « コミックス部門 結果発表 - 次にくるマンガ大賞 2020. », sur tsugimanga.jp
19. ↑  « Voici les résultats du Kono Manga ga Sugoi! 2021 », sur Anime News Network
20. ↑  (ja) « 全国書店員が選んだおすすめコミック2021 », sur honyaclub.com

### Œuvres
Édition japonaise
1. 1 2  Tome 1
2. 1 2  Tome 2
3. 1 2  Tome 3
4. 1 2  Tome 4
5. 1 2  Tome 5
6. 1 2  Tome 6
7. 1 2  Tome 7
8. 1 2  Tome 8
9. 1 2  Tome 9
10. 1 2  Tome 10
11. 1 2  Tome 11
12. 1 2  Tome 12
13. 1 2  Tome 13
14. 1 2  Tome 14
15. 1 2  Tome 15
16. 1 2  Tome 16
17. 1 2  Tome 17
18. 1 2  Tome 18
19. 1 2  Tome 19
20. 1 2  Tome 20
21. 1 2  Tome 21
22. 1 2  Tome 22
23. 1 2  Tome 23
24. 1 2  Tome 24
25. 1 2  Tome 25
26. 1 2  Tome 26
27. 1 2  Tome 27

Édition française
1. 1 2  Tome 1
2. 1 2  Tome 2
3. 1 2  Tome 3
4. 1 2  Tome 4
5. 1 2  Tome 5
6. 1 2  Tome 6
7. 1 2  Tome 7
8. 1 2  Tome 8
9. 1 2  Tome 9
10. 1 2  Tome 10
11. 1 2  Tome 11
12. 1 2  Tome 12
13. 1 2  Tome 13
14. 1 2  Tome 14
15. 1 2  Tome 15
16. 1 2  Tome 16
17. 1 2  Tome 17
18. 1 2  Tome 18
19. 1 2  Tome 19
20. 1 2  Tome 20
21. 1 2  Tome 21
22. 1 2  Tome 22
23. 1 2  Tome 23
24. 1 2  Tome 24